# Aculepeira matsudae
Aculepeira matsudae là một loài nhện trong họ Araneidae.
Loài này thuộc chi Aculepeira. Aculepeira matsudae được miêu tả năm 1994 bởi Tanikawa.